# À...dieu
À...dieu is een livealbum van de Franse muziekgroep Ange. Het album gaf behalve de tracks geen enkele nadere informatie. Het werd verkocht als aanvulling op livealbum Rideau!. Dat album bevatte de helft van de titels van het livealbum dat werd uitgegeven door de fanclub "Un pied dans la marge". À...dieu (tot god, dan wel tot ziens) kwam uit in de tijd dat Christian Décamps probeerde een solocarrière van de grond te krijgen, zijn album 3ème étoile à gauche werd ook door het Britse platenlabel Sergent Street uitgegeven.   

## Musici
- Christian Décamps – zang
- Jean-Michel Brézovar – gitaar
- Daniel Haas – basgitaar
- Francis Décamps – toetsinstrumenten
- Gérard Jelsch – slagwerk

## Muziek
| Nr. | Titel                     | Duur  |
| --- | ------------------------- | ----- |
| 1.  | Godevain le vilain        | 3:16  |
| 2.  | Les longues nuits d’Isaac | 4:04  |
| 3.  | Si j’étais le Messie      | 3:30  |
| 4.  | Ballade pour une orgie    | 3:41  |
| 5.  | Exode                     | 4:55  |
| 6.  | La bataille du sucre      | 7:46  |
| 7.  | Fils de lumière           | 4:07  |
| 8.  | Aurélia                   | 3:16  |
| 9.  | Le vieux de la montagne   | 8:53  |
| 10. | Hymne à la vie            | 12:15 |